# Nuri

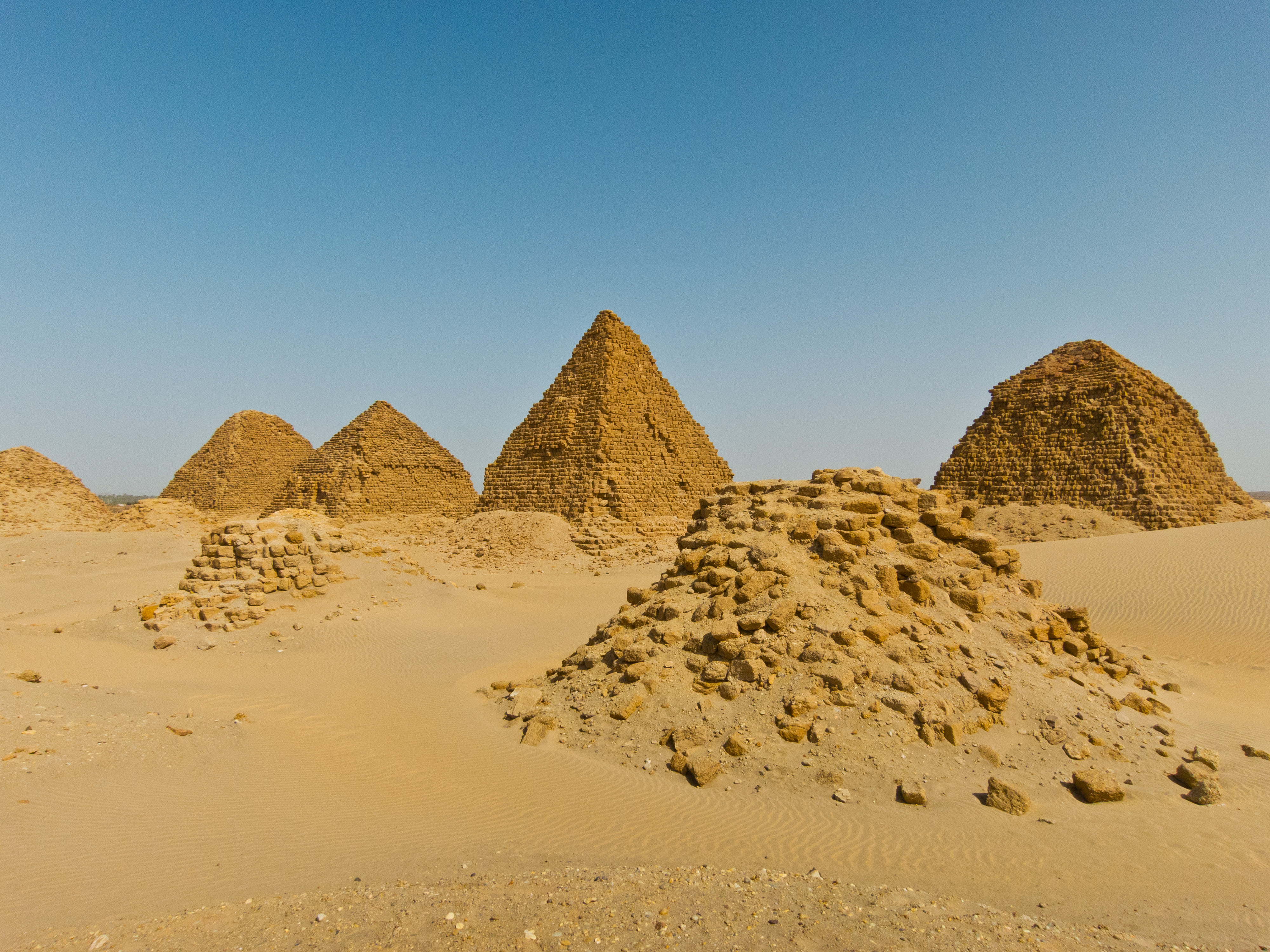
Piramidy w Nuri

Nuri – kompleks grobowców nubijskich władców w północnym Sudanie, składający się z 74 piramid i znajdujący się w środkowym biegu Nilu, nieco poniżej IV katarakty nieopodal staroegipskiego miasta Napata leżącego na przeciwległym, zachodnim brzegu rzeki.
Kompleks grobowców Nuri jest zespołem piramid wzniesionych średnio ok. 800 lat po zbudowaniu ostatniej piramidy egipskiej.
Pierwsza piramida, powstała dla króla Taharki miała 51,75 m długość boku podstawy i 40–50 m wysokości, lecz inne były skromniejsze, posiadały 20–30 m wysokości. Grobowce zbudowane zostały z miejscowego czerwonego piaskowca. Ostatni władca pochowany w Nuri zmarł 308 n.e.